# 横溝正史疎開宅
横溝正史疎開宅（よこみぞせいしそかいたく、正式名称：倉敷市横溝正史疎開宅）は、岡山県倉敷市真備町にある建築物。推理作家の横溝正史が第二次世界大戦末期の1945年から終戦後の1948年7月までの足かけ4年を一家で過ごした家である。
疎開宅は横溝の生誕100年にあたる2002年より一般公開されている。来館者には、来館記念として「桜地区」 と金田一耕助をイメージした手作りの桜の花のストラップが配付されている。
清音駅（JR伯備線・井原鉄道）を始点として川辺宿駅（井原鉄道）にいたる「金田一耕助の小径」（ウォーキングコース）の道中にある。

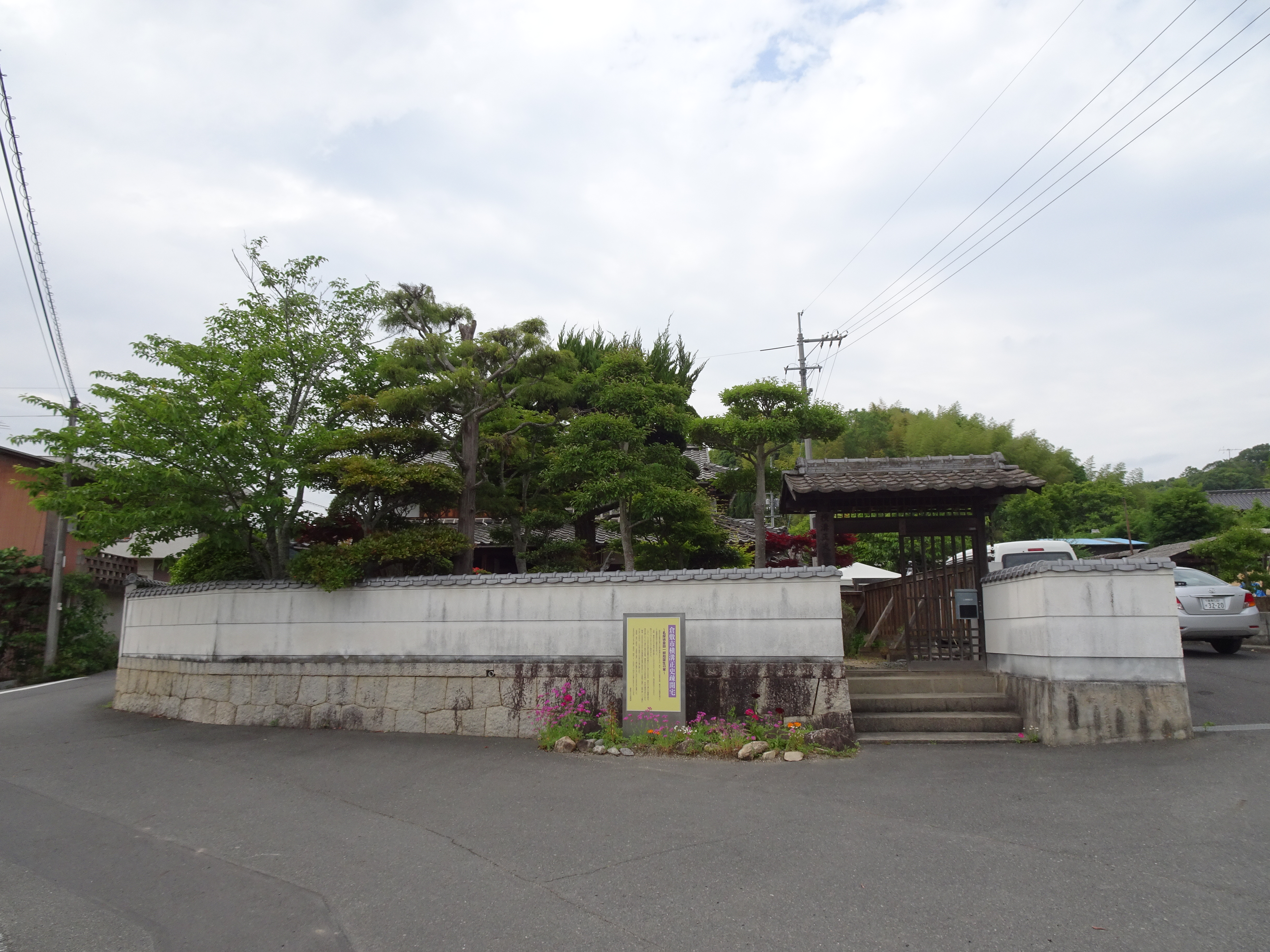
疎開宅の全景。
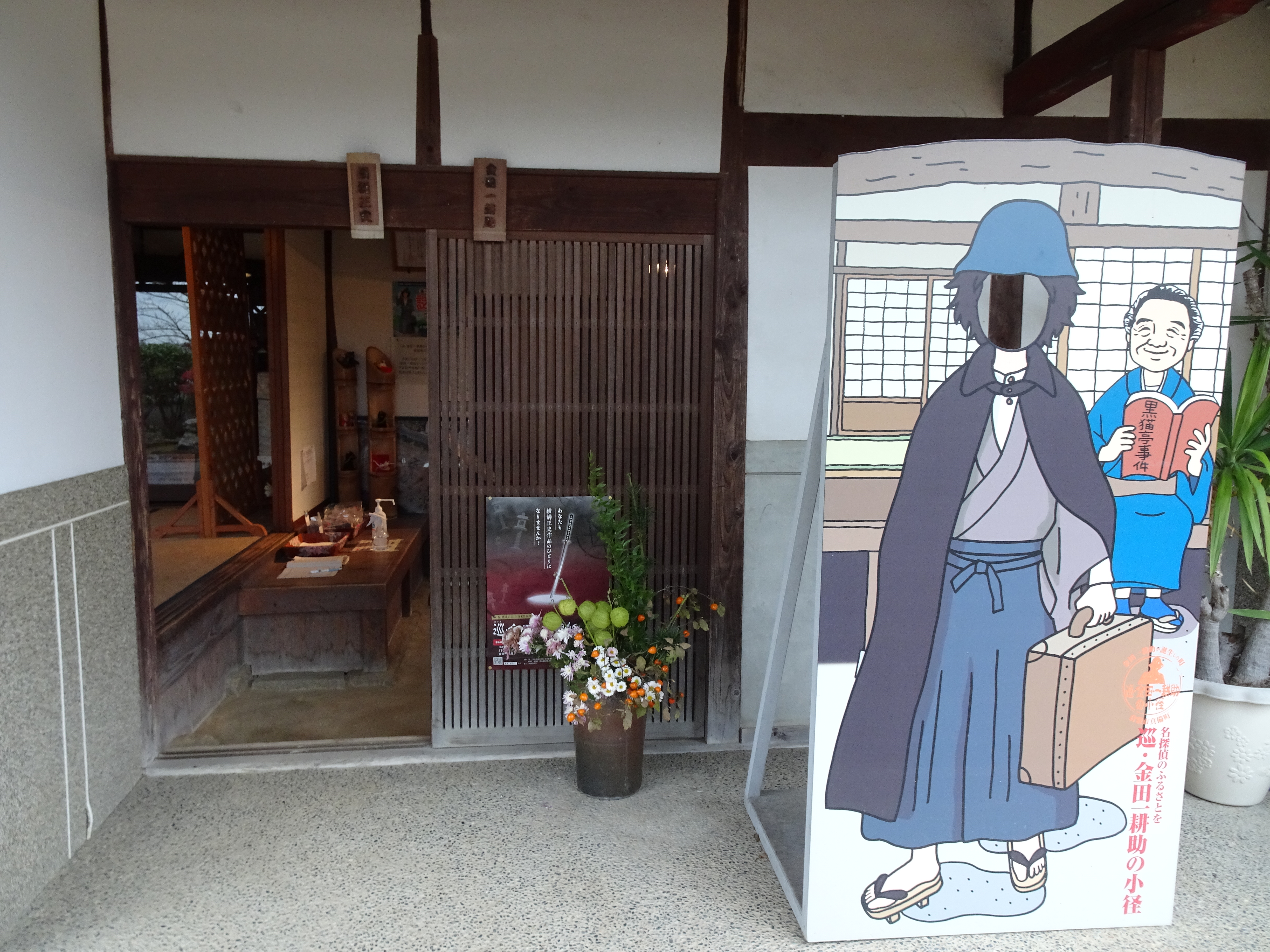
玄関前。横溝と金田一耕助の表札がかかっている。 右側は金田一の顔出しパネル。
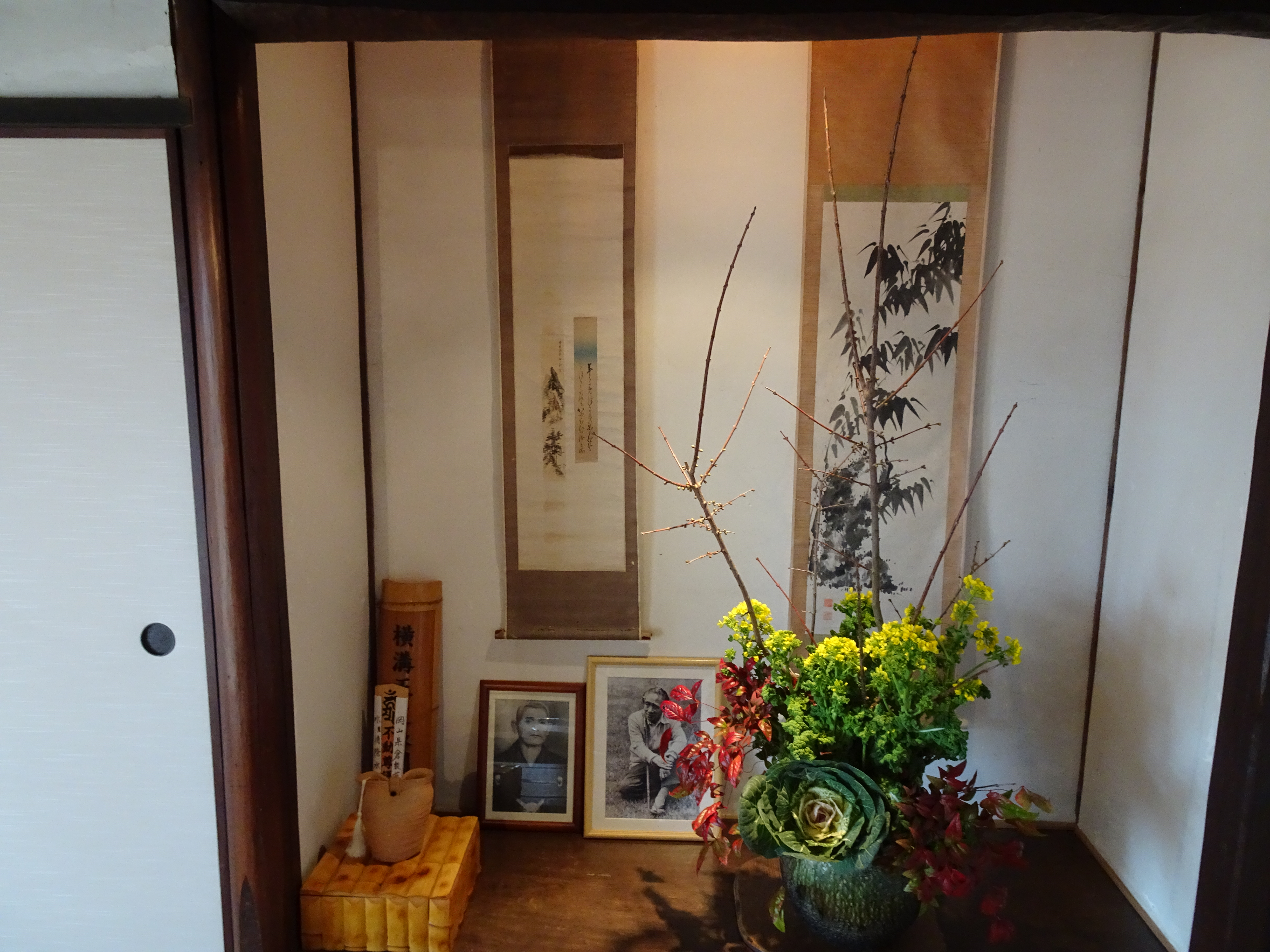
執筆の間の床の間
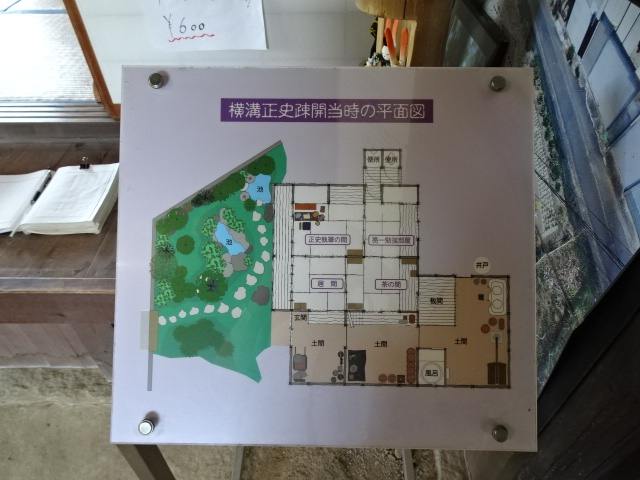
疎開宅の疎開当時の平面図

## 概要
横溝は1945年、義理の姉からの疎開の勧めに応じて、吉祥寺の家を引き払い、夫人と3人の子供を連れて、親戚の手引により、4月の終わりから5月上旬にかけて両親の出身地に近い岡山県吉備郡岡田村字桜（現・倉敷市真備町岡田）に疎開した。
横溝は岡田村の人々と交わり、畑でジャガイモ作りなどに精を出しながら、村の親しかった人達から農村の因習や農漁民の生活などの話を聞いて作品の構想をあたため、終戦後、『本陣殺人事件』『獄門島』『八つ墓村』などの多くの名作を疎開宅で執筆した。
横溝は後年、この時期を「いまにして思えば、そろそろ70年に近いわたしの人生においても、もっとも楽しい時期だったのではなかろうか」と述懐している。
1948年7月31日、横溝が家族とともに東京に戻った後、疎開宅は別の所有者の手に渡ったが、2002年、所有者が家を手放す可能性を知った近隣住民が「先生の家が取り壊されてはならない」と働きかけ、当時の真備町（倉敷市と合併）が買い取り、住民らが疎開宅の管理組合を結成して保存することとなった。
その後、疎開宅は様々な人の協力と尽力により、「横溝正史疎開宅」として2002年10月15日に開館、一般公開するに至った。現在、倉敷市からの委託を受けて、住民有志らで構成される「横溝正史疎開宅管理組合」によって運営されている。建物内は当時の面影を残し、特に庭のたたずまいは当時のままとなっている。

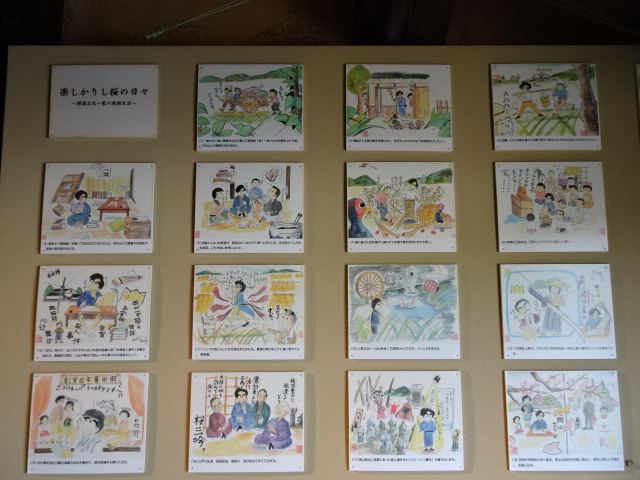
疎開宅での暮らしを描いたイラスト。
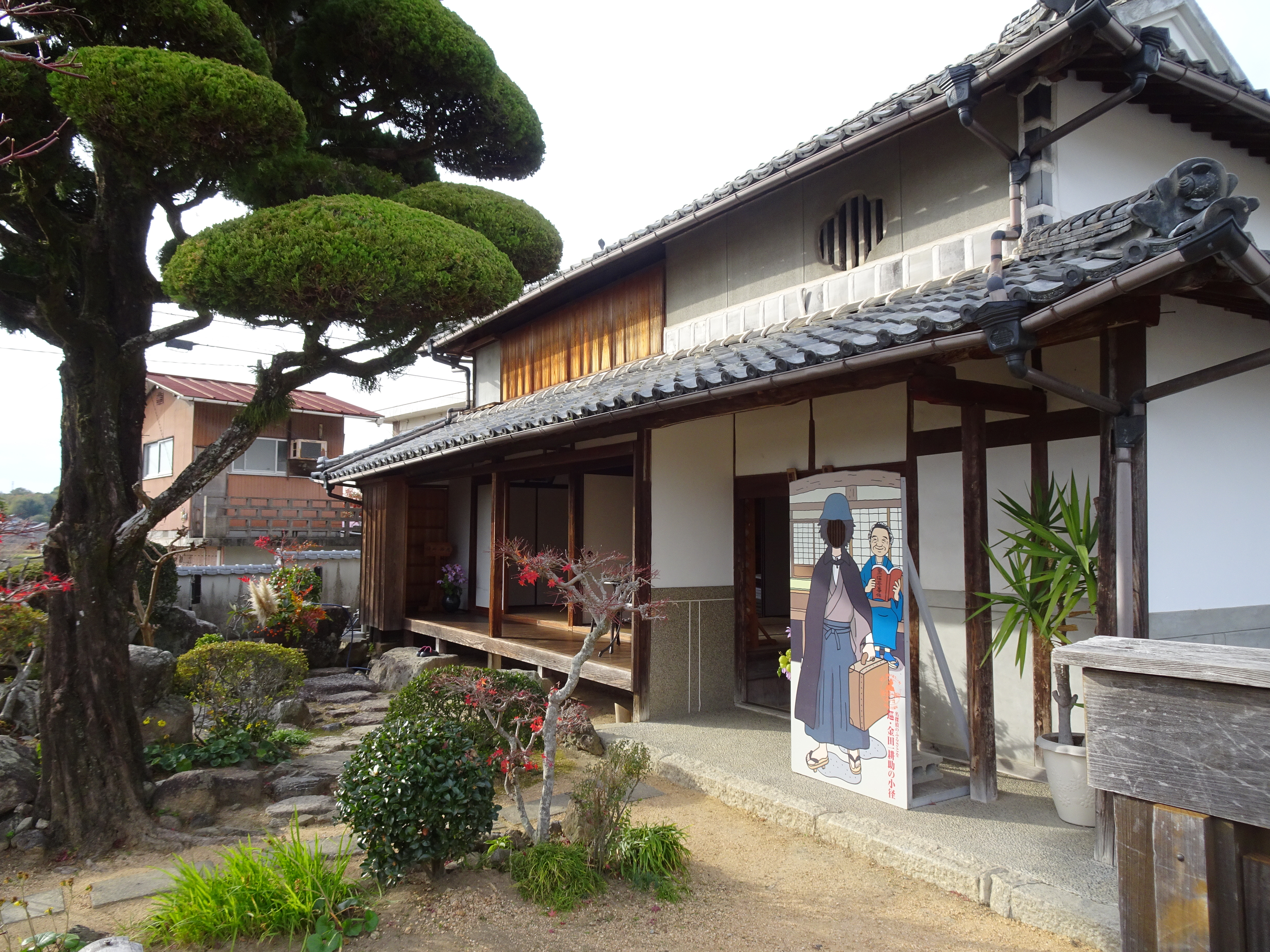
庭と縁側。
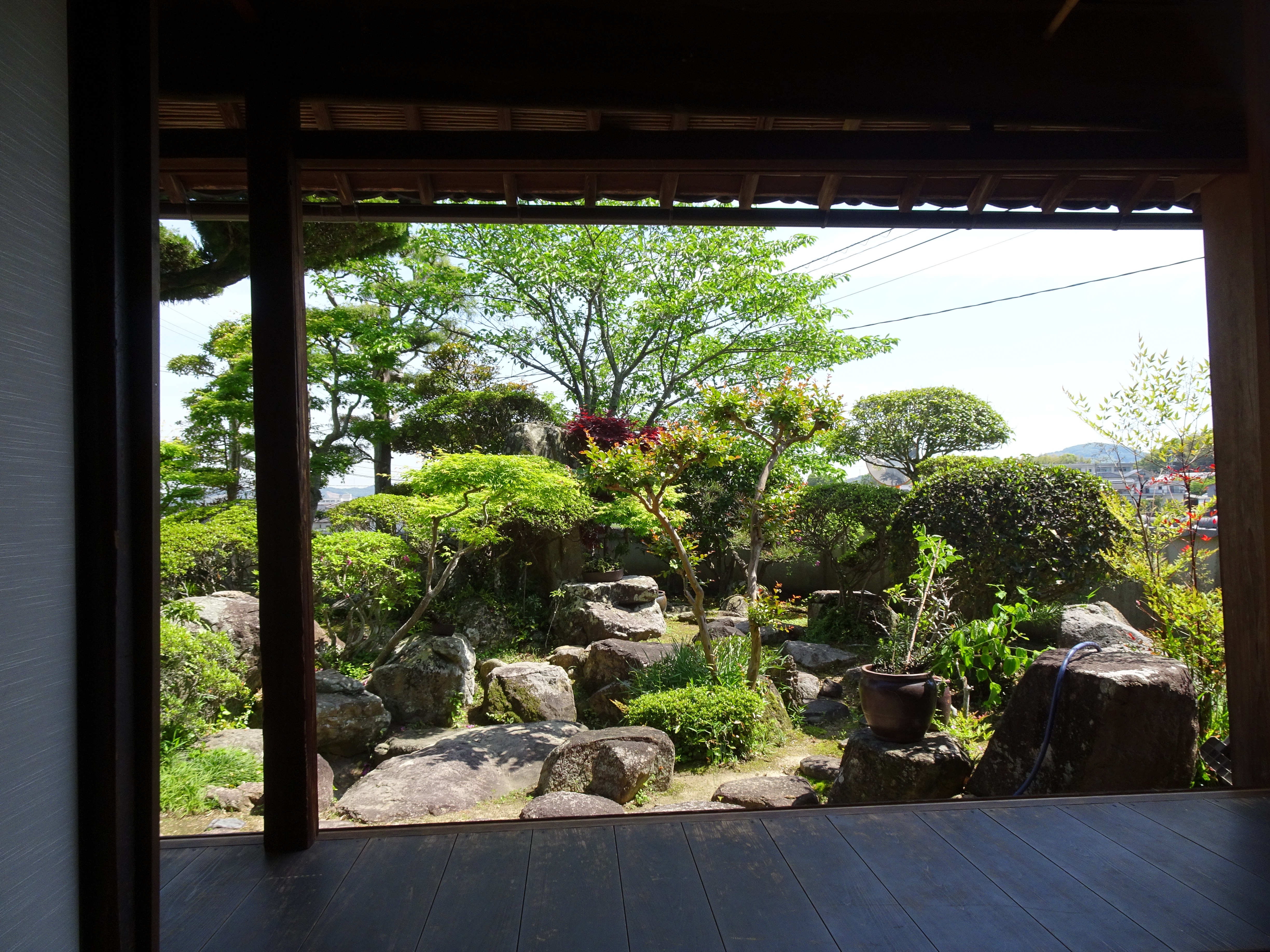
執筆の間から眺めた庭。

## 展示物
疎開宅の間取りは横溝の疎開当時の状態をほぼ再現されており、家族や江戸川乱歩と写っている写真や、横溝と妻の遺品などが展示されている。
奥座敷では障子に金田一耕助のシルエットが映し出されるとともに、横溝正史の音声解説が流されるようになっている。

また、敷地の一角には横溝の銅像が建てられている。

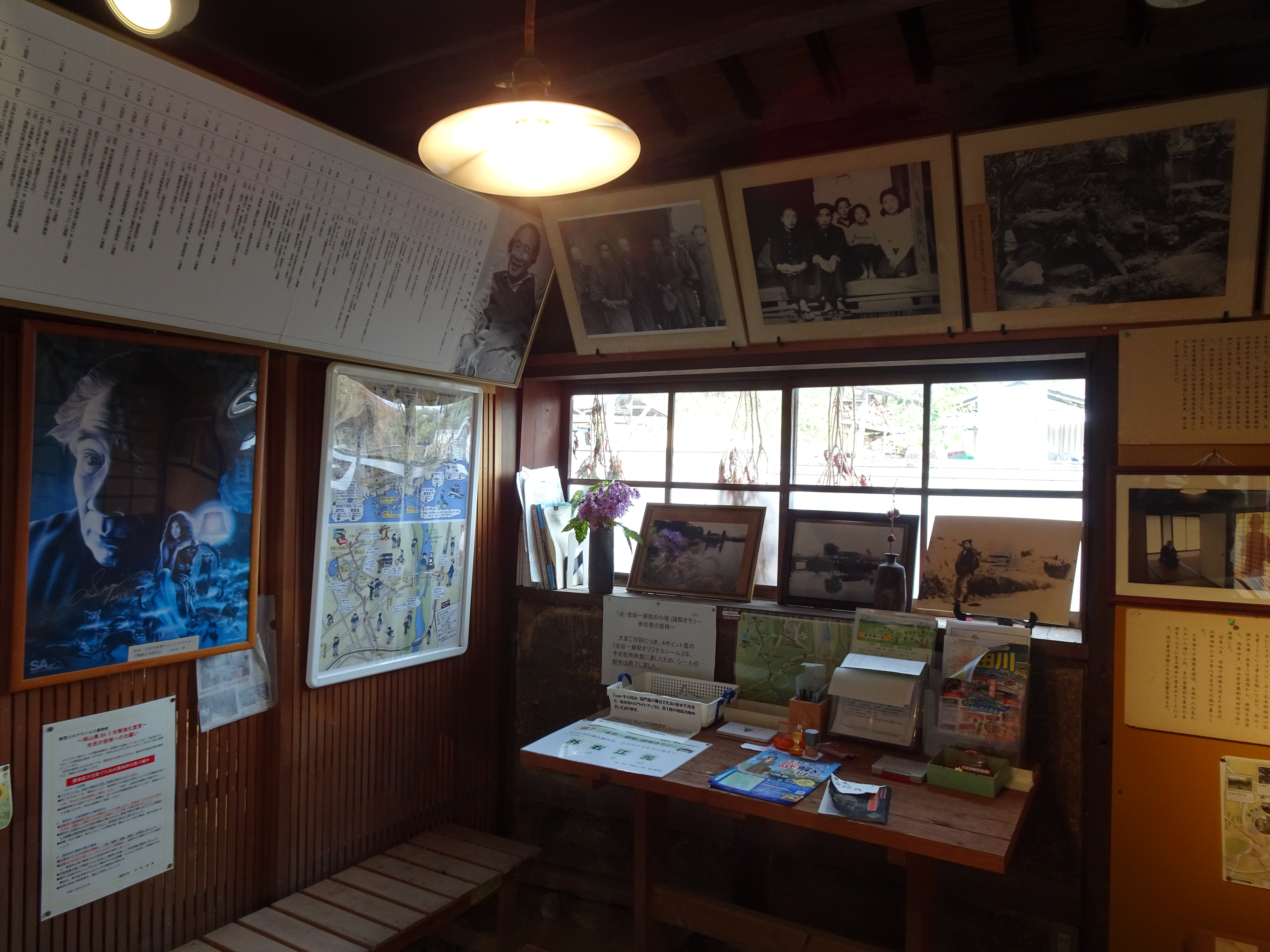
土間 年表や写真が飾られている。右上の写真が横溝正史像の基となっている。
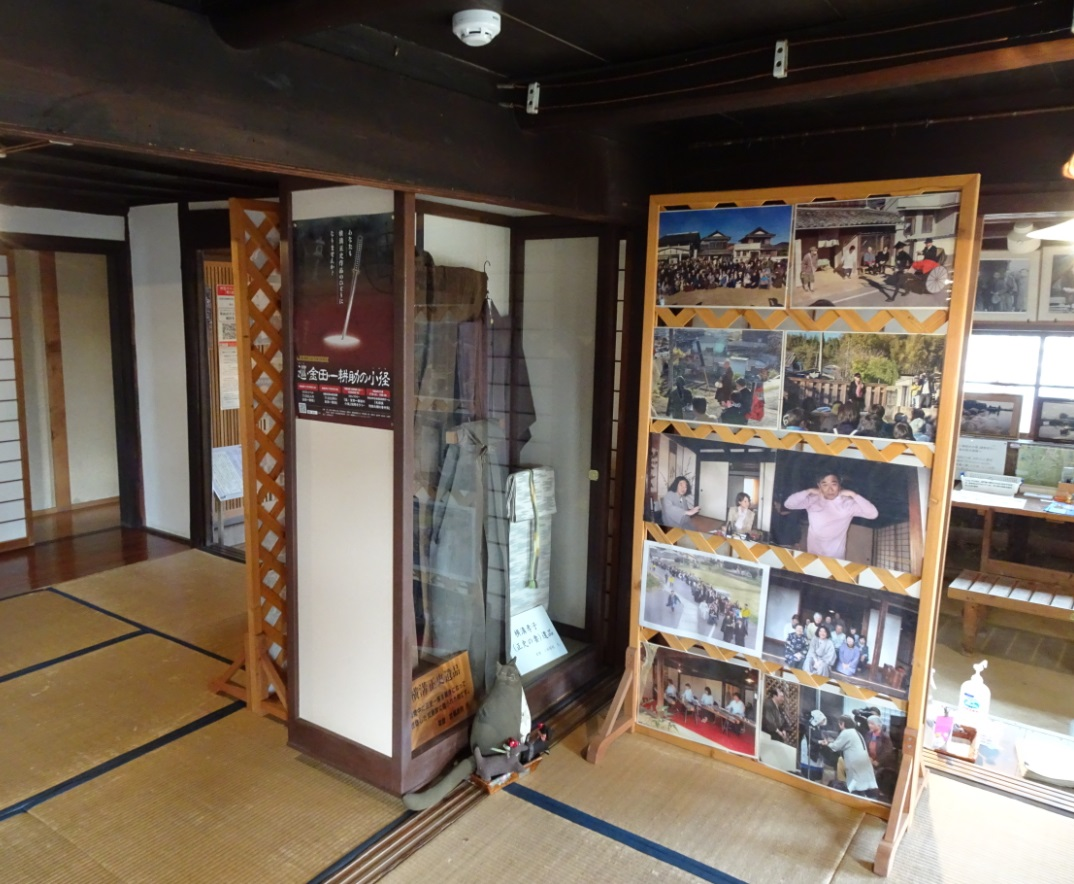
横溝と妻・孝子の遺品 右側は「1000人の金田一耕助」などのイベントでの来訪者たちの写真（右の上から3番目の写真は石坂浩二）。
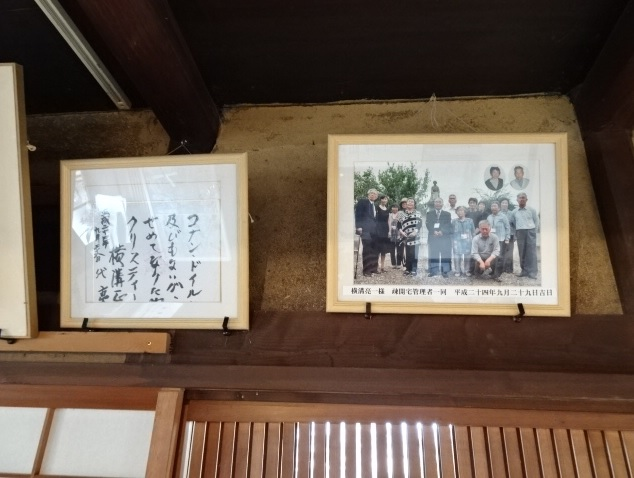
長男・亮一と疎開宅管理者一同の写真 左の色紙は亮一による代筆で「コナン・ドイルには及びもないが、せめてなりたやクリスティー」と記されている。
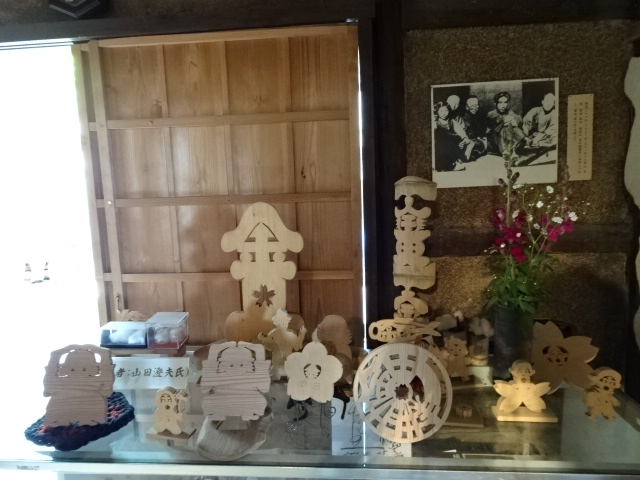
木彫りのオブジェクト 「桜地区」と金田一耕助をイメージした桜の花を表している。
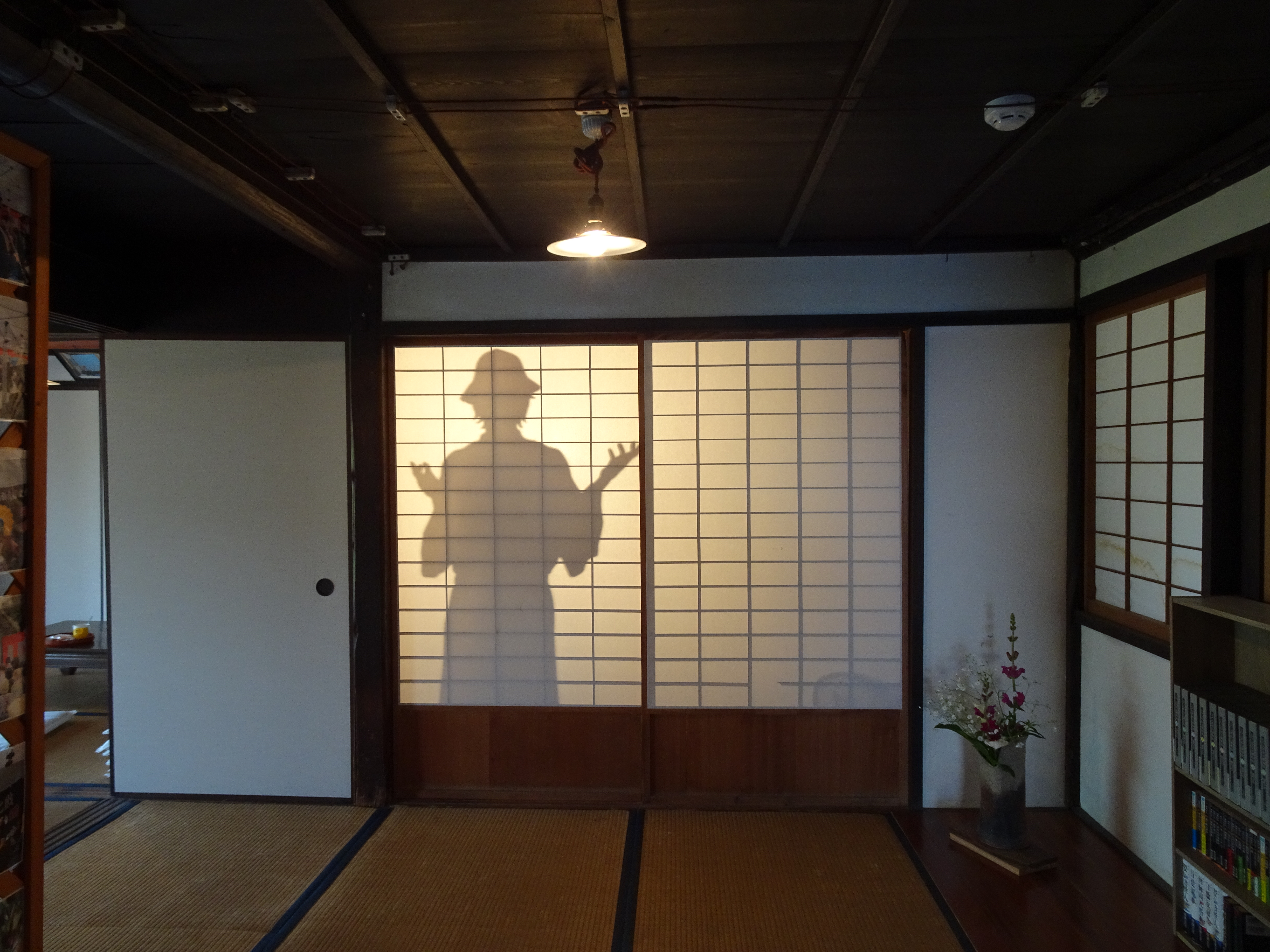
奥座敷 障子に金田一耕助のシルエットが映し出されている。
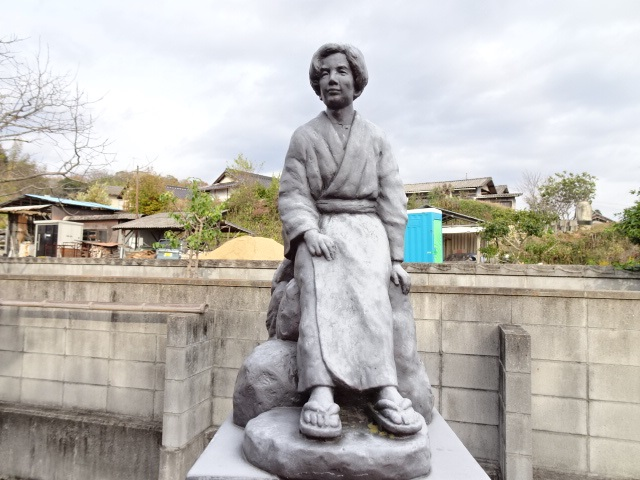
横溝正史像 庭に設置されている。像は疎開宅での写真を基に作られている。

## 施設情報
- 所在地 - 倉敷市真備町岡田1546番地
- 開館日 - 火曜日・水曜日・土曜日・日曜日（年末年始を除く）
- 開館時間 - 10時 - 16時
- 入館料 - 無料

## 交通アクセス
- JR西日本伯備線清音駅より徒歩約45分[18]。
- 井原鉄道川辺宿駅より徒歩約40分[9]。
- 乗用車にてJR西日本倉敷駅または新倉敷駅より約20分[9]。

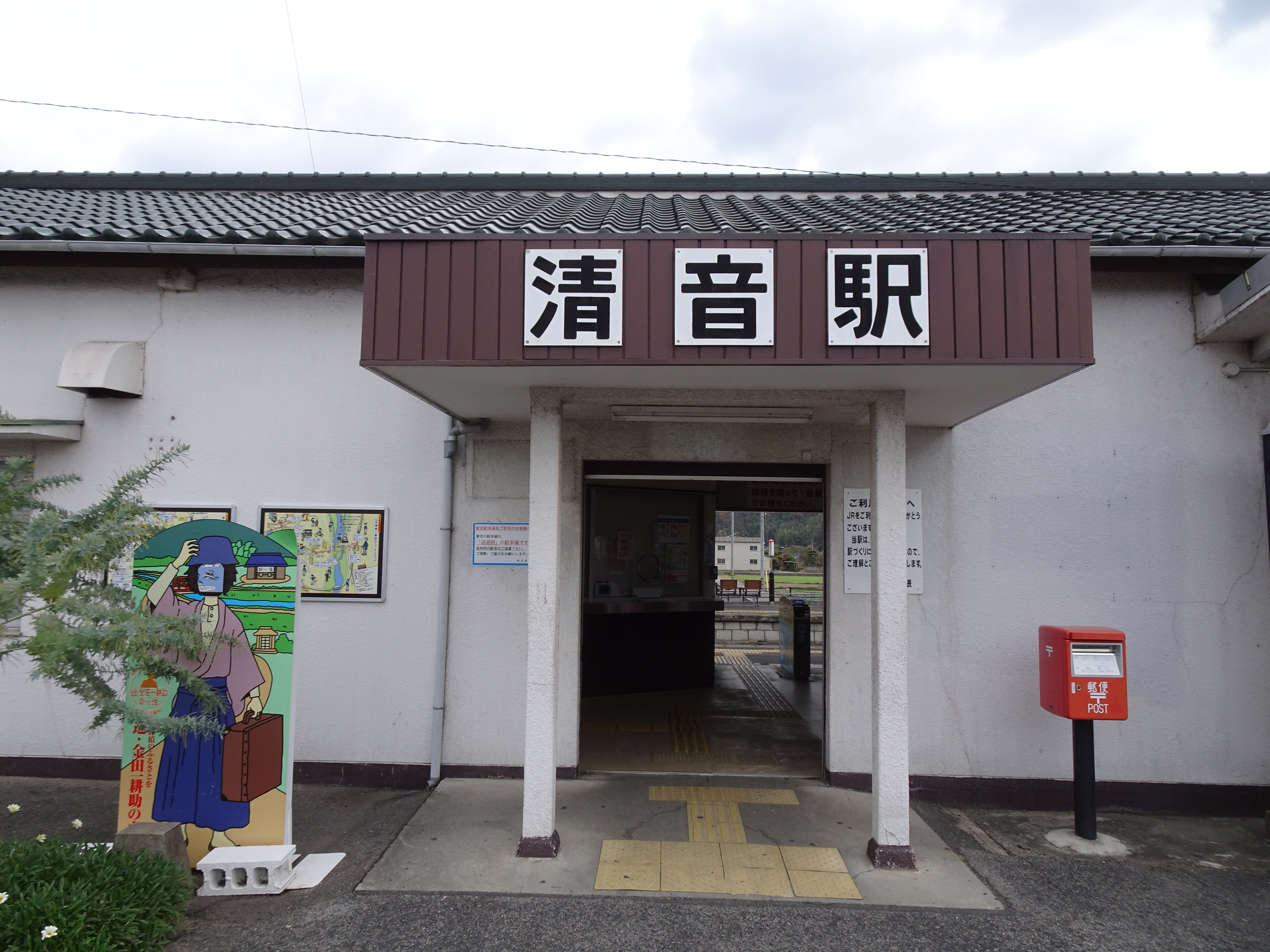
清音駅 左端に金田一耕助の顔出しパネルがある。
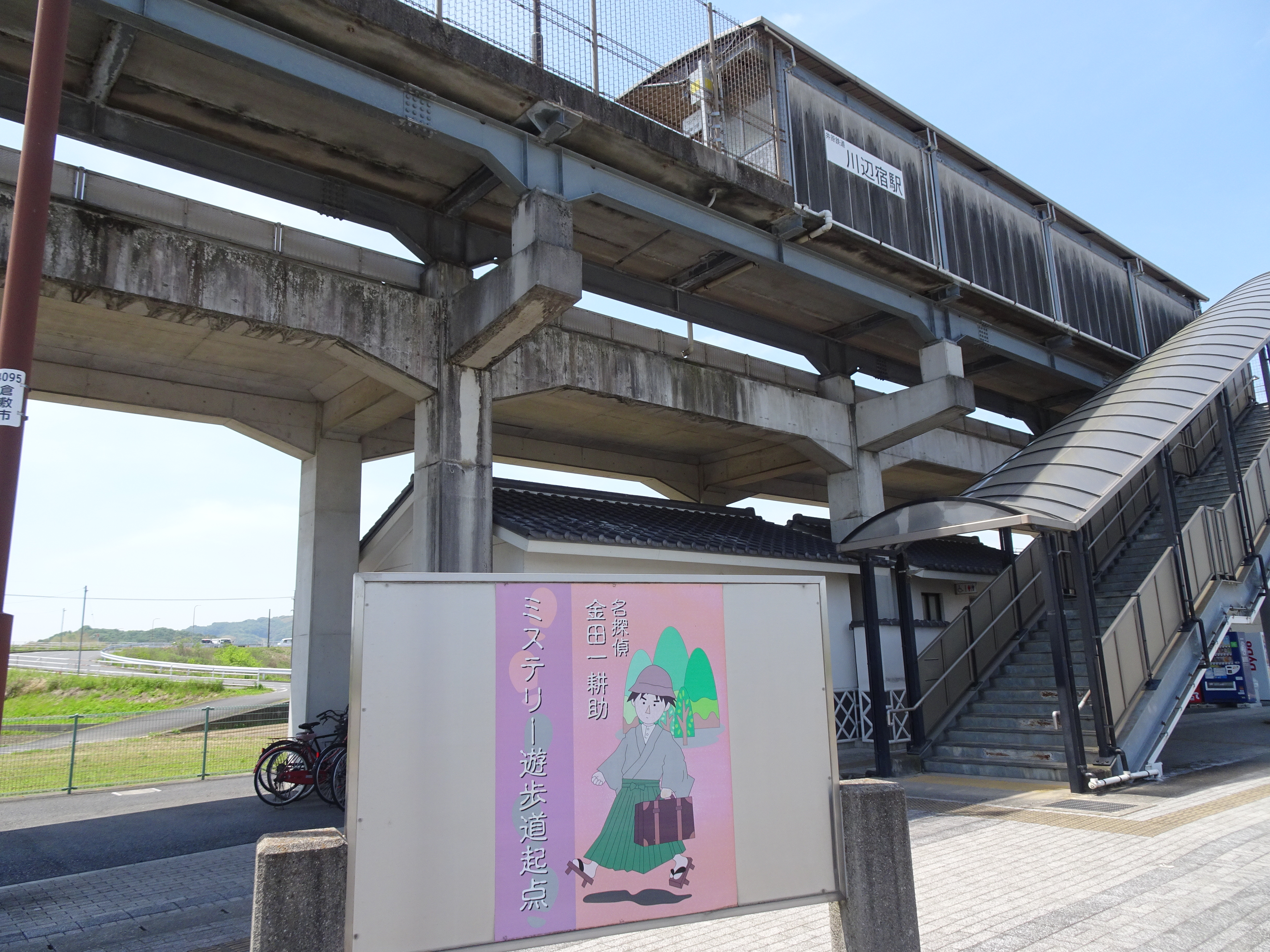
川辺宿駅の地上入口 金田一耕助の看板に「ミステリー遊歩道起点」と記されている。

## 周辺の関連施設・史跡
- 倉敷市真備ふるさと歴史館

横溝正史コーナーが設けられ、書斎の一部が再現されているほか、遺品や作品などが展示されている。
建物の前には金田一耕助像が設置されている。
2023年3月に新しく作成されたパンフレットは、横溝正史疎開宅とセットになっている。

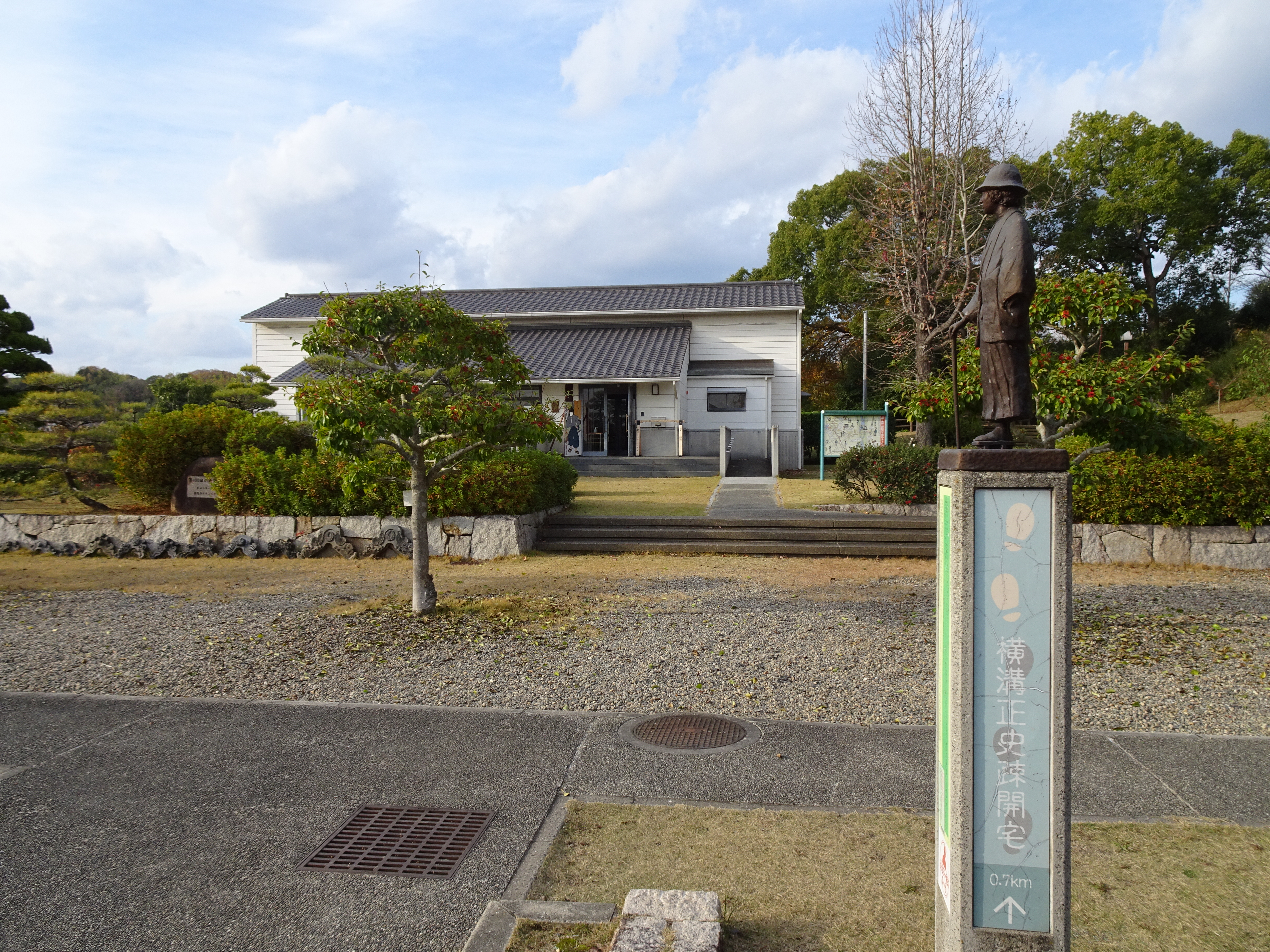
倉敷市真備ふるさと歴史館 右手前に金田一耕助像と横溝正史疎開宅への案内板がある。
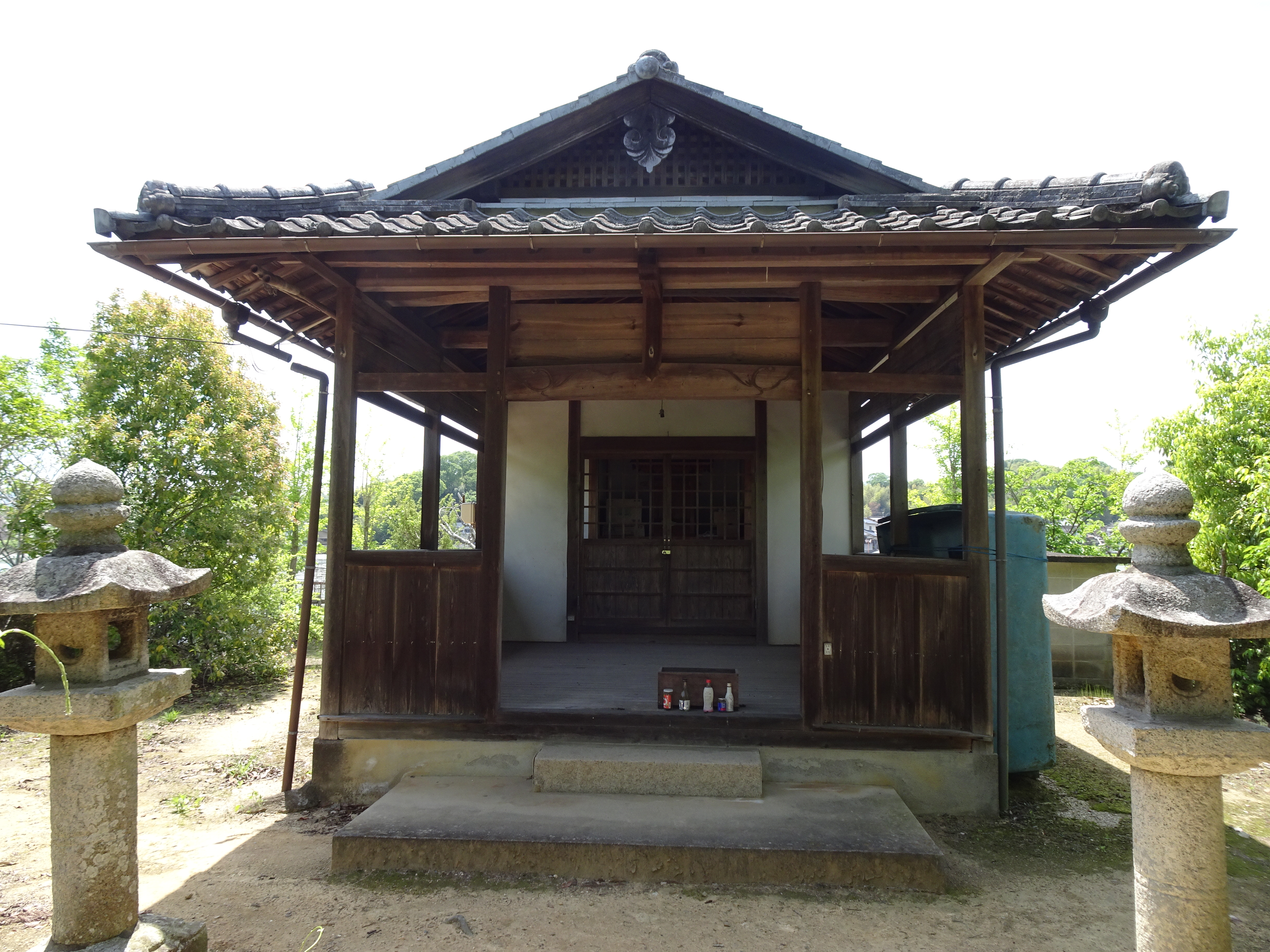
大池の弁天様
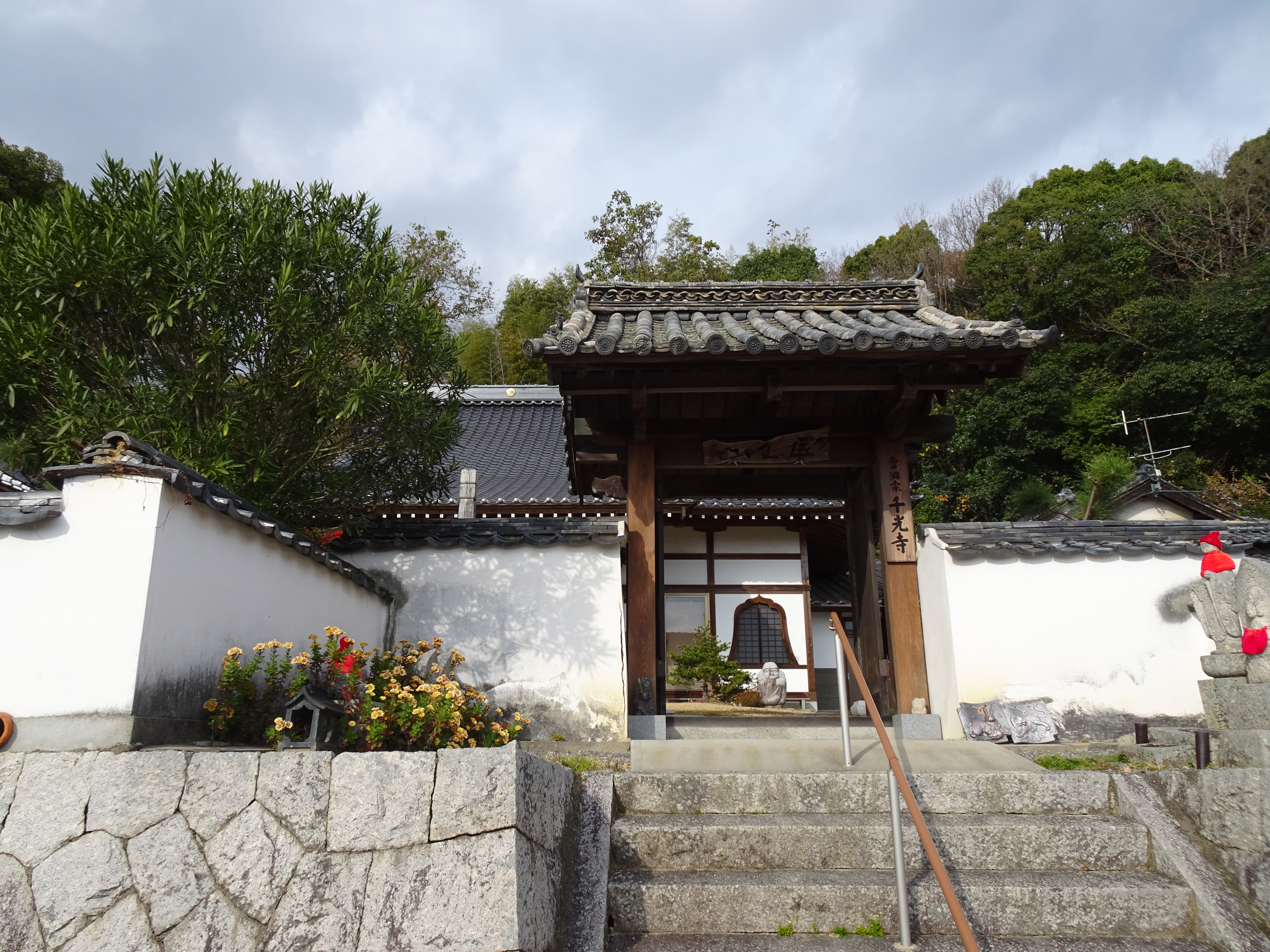
千光寺
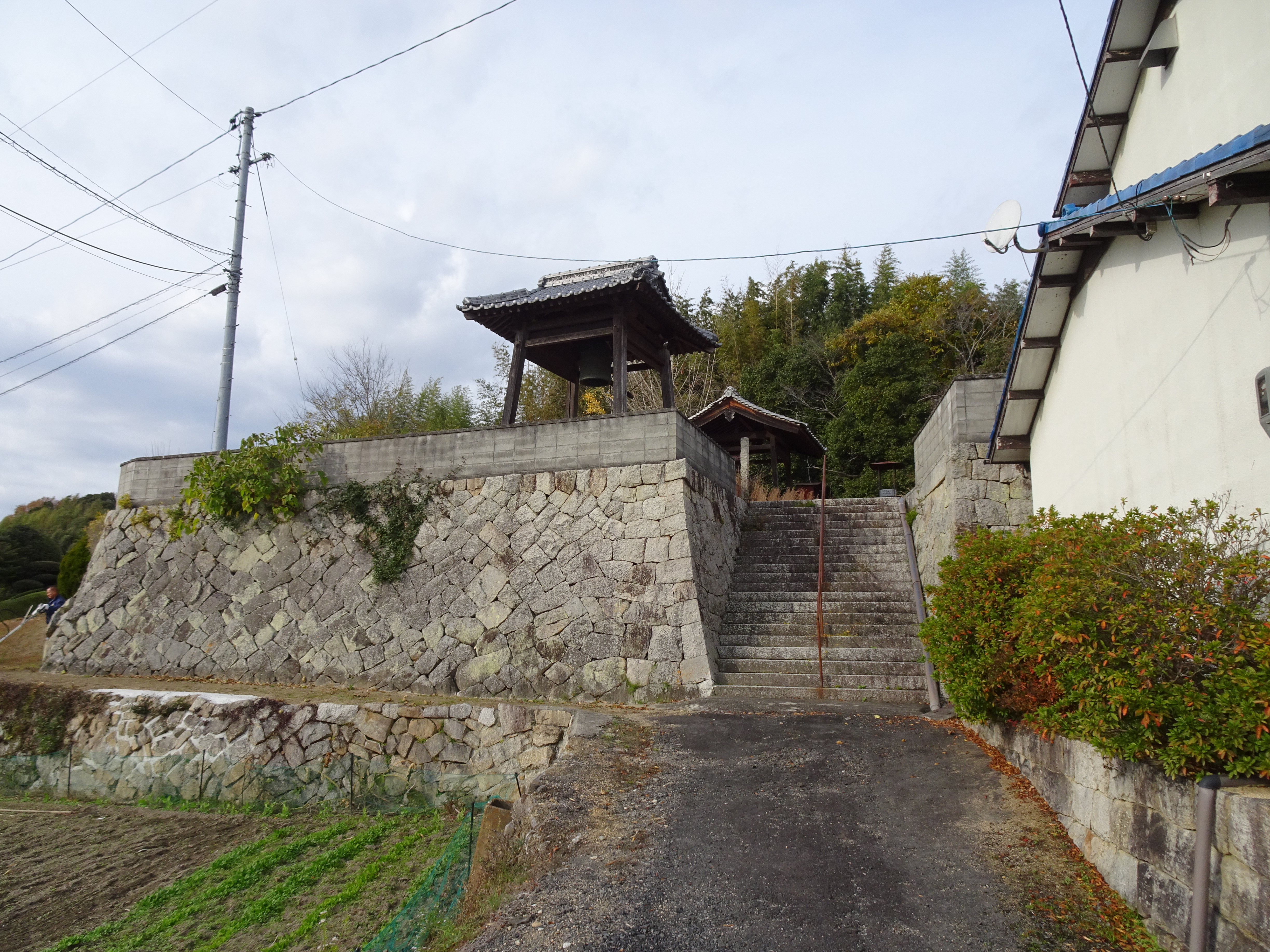
金剛寺（桜大師）
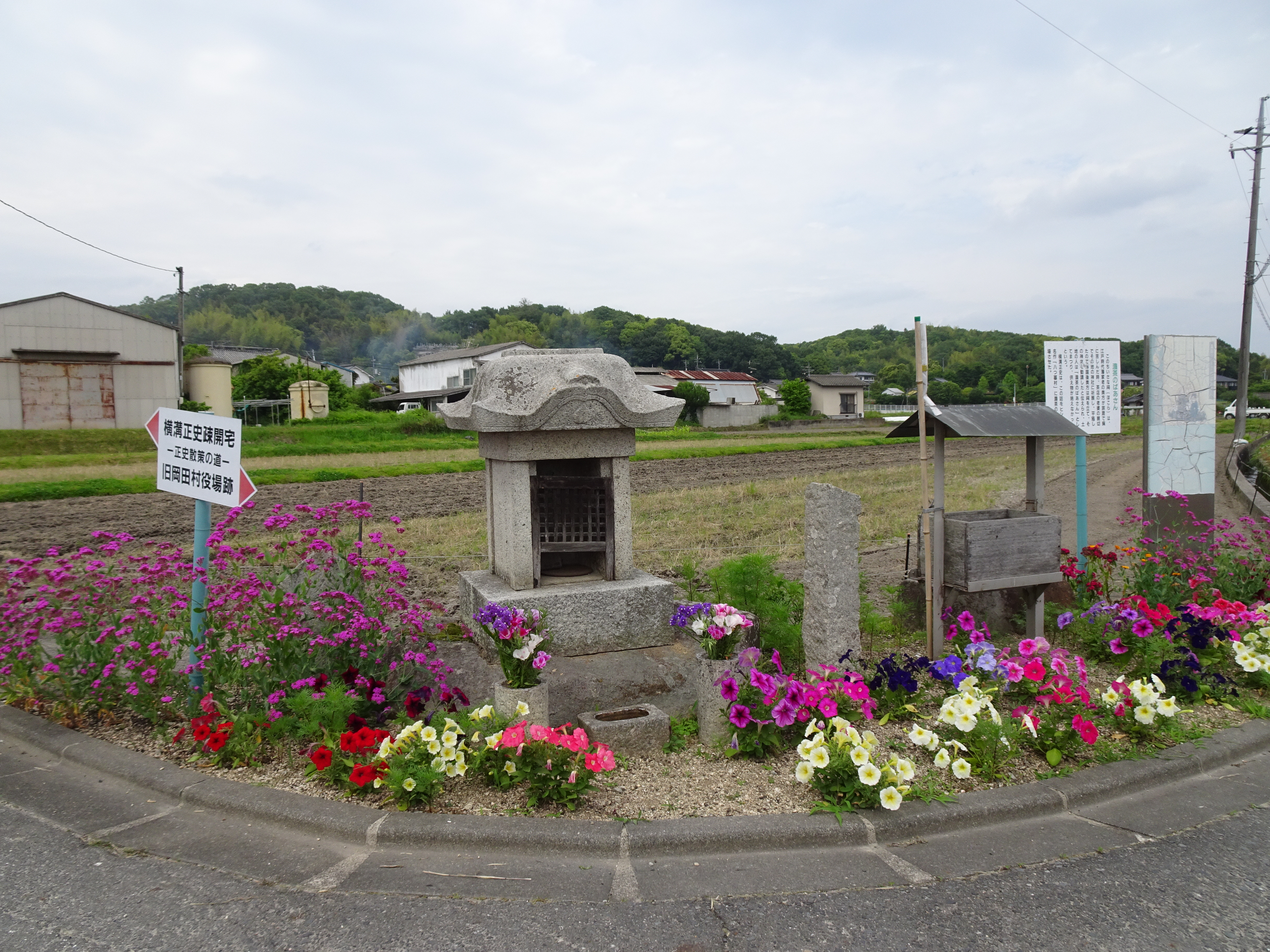
濃茶の祠 右端に「濃茶のばあさん」の説明板、左端に横溝正史疎開宅への行き先表示板が立てられている。
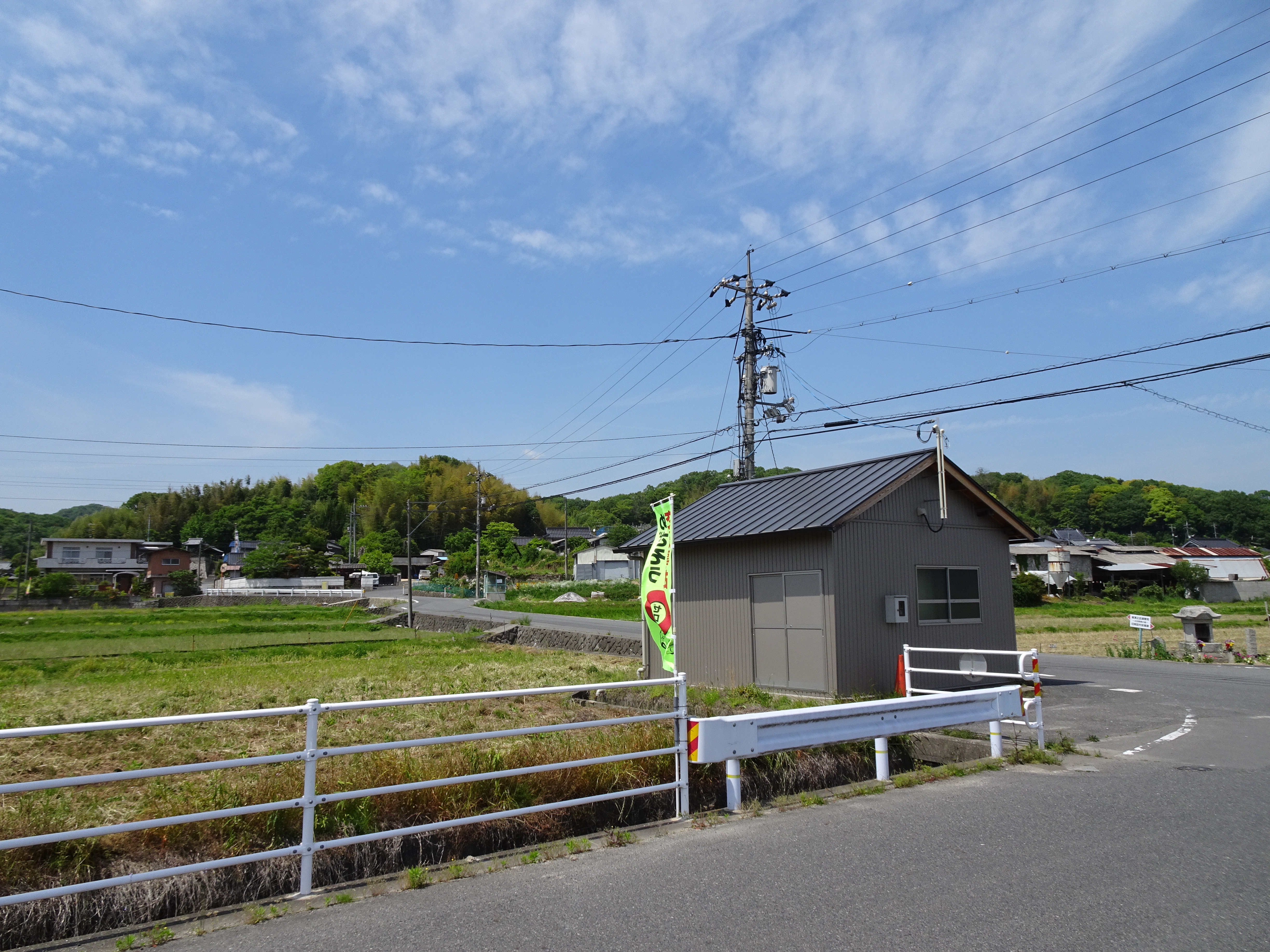
岡田の風景 左から3番目（茶色い壁の家の右後方）に金剛寺の鐘楼、その右に横溝正史疎開宅、画面右端に濃茶の祠が見える。
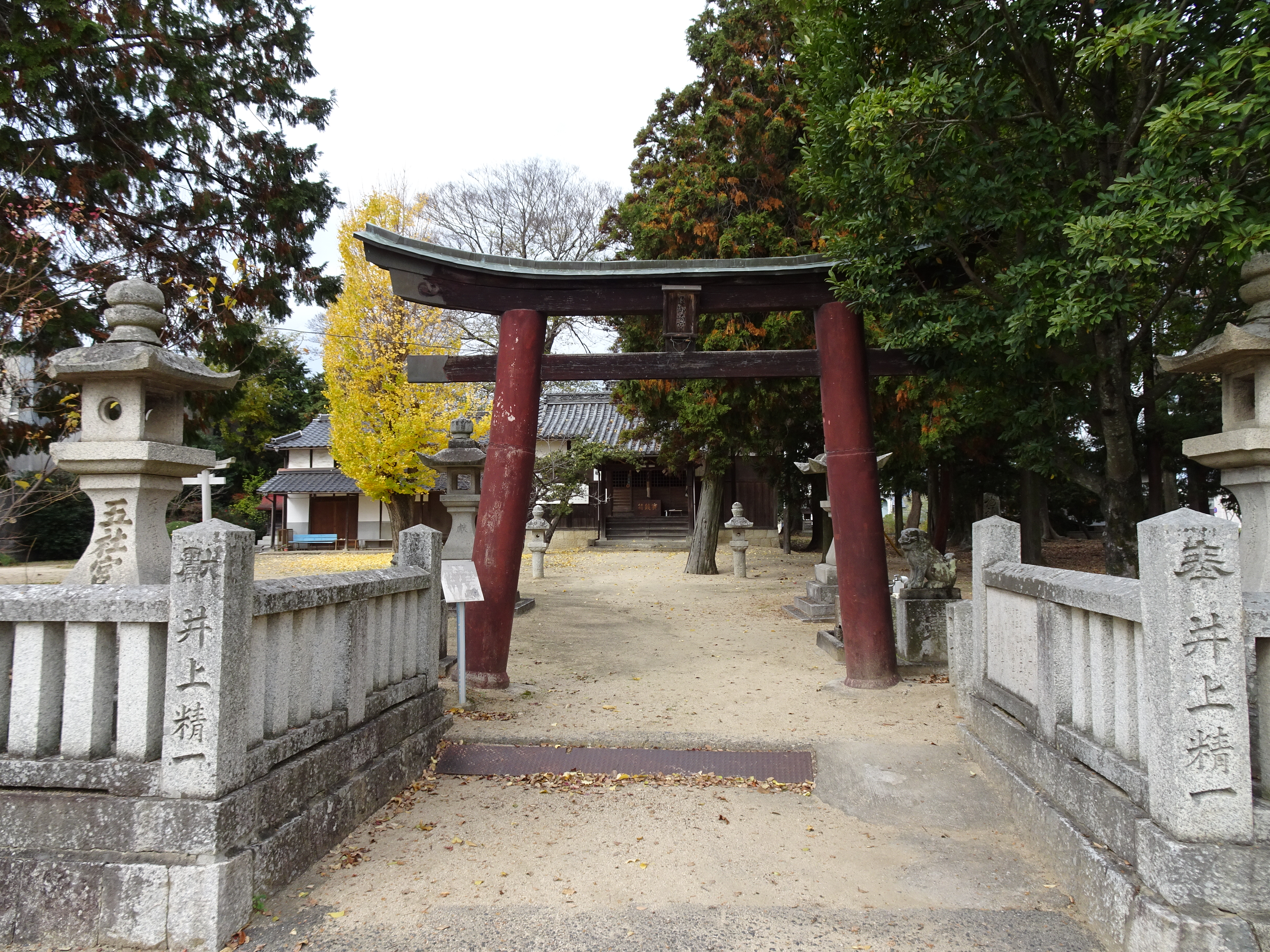
艮御崎神社の境内入口の鳥居 扁額に「艮御崎宮」と記されている。
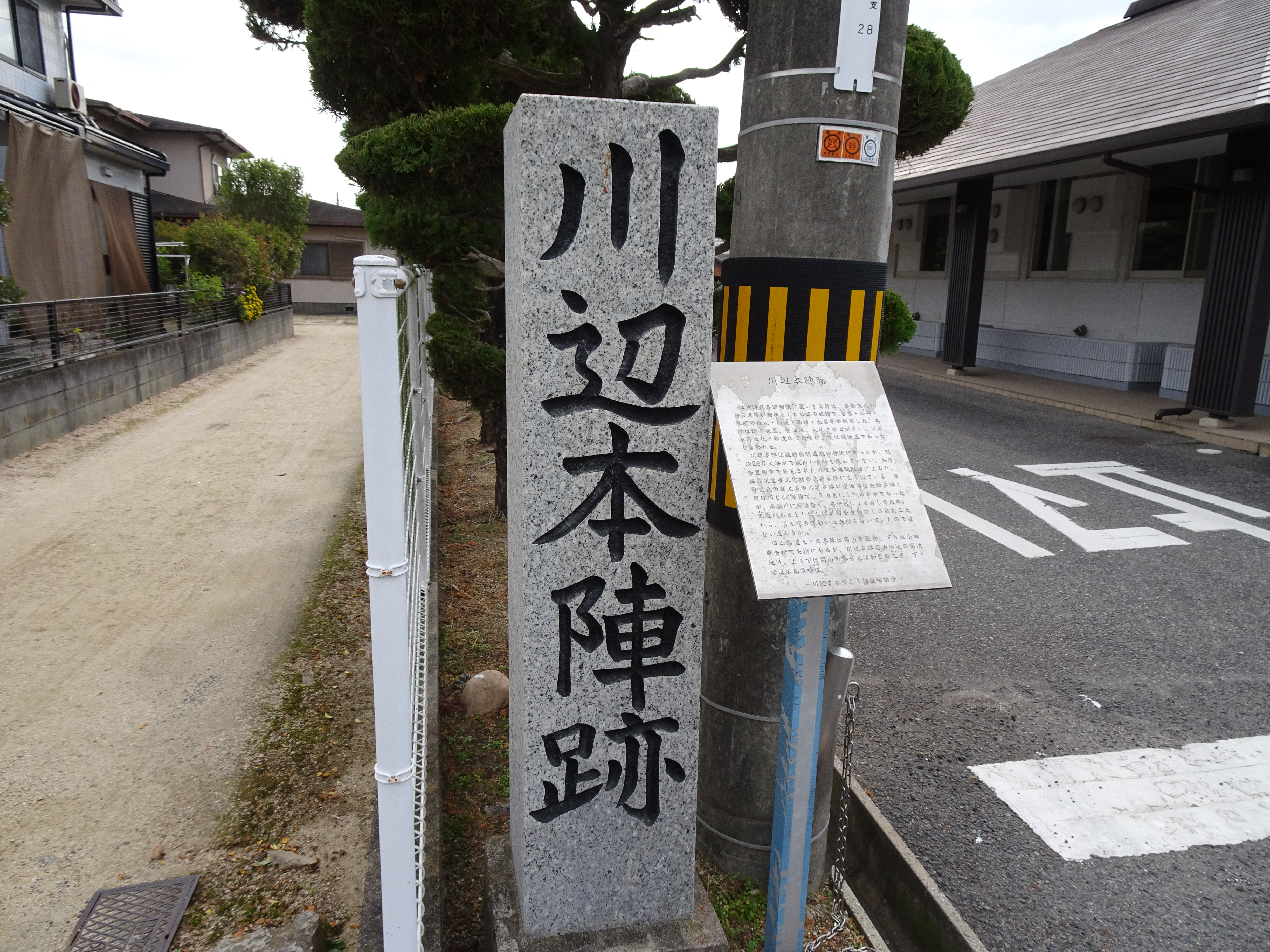
川辺本陣跡の石碑 1893年（明治26年）の大洪水で流出した旨が、説明板に記されている。

倉敷市真備ふるさと歴史館の北側にある岡田大池の弁天島に、岡田藩が1716年に建立した祠。
『空蝉処女』に岡田大池と、大池の弁天様が描かれている。
- 千光寺

曹洞宗の寺院で、正式名称は「醫王山千光寺」。
『獄門島』の舞台として登場する「千光寺」の名前のモデルとなった寺で、山号も宗派も同じである。
- 金剛寺

真言宗御室派の寺院で、通称「桜大師」「桜のお大師様」。
『悪魔の手毬唄』に登場する「桜のお大師」のモデルとなった寺。
- 濃茶の祠（こいちゃのほこら）

「濃茶のばあさん」を祀る祠。
『八つ墓村』に登場する「濃茶の尼」のネーミングの由来となった祠。
- 艮御崎神社

吉備津神社本殿の「艮」（丑と寅の間=北東）に祀られている艮御崎宮を勧請した神社。
『車井戸はなぜ軋る』で「かたしろ絵馬」が納められた絵馬堂がある「御崎様」のモデルの神社とみなされている。
- 川辺本陣

『本陣殺人事件』で、事件の舞台となる一柳家が「川―村」の宿場の本陣から「岡―村」に移ってきたと説明されている。
川辺本陣一帯は1893年、明治26年の洪水により大被害を受け、本陣そのものが流失してしまい、本陣の資料も残っていない。
- 倉敷市真備ふるさと歴史館
右手前に金田一耕助像と横溝正史疎開宅への案内板がある。
- 大池の弁天様
- 千光寺
- 金剛寺（桜大師）
- 濃茶の祠
右端に「濃茶のばあさん」の説明板、左端に横溝正史疎開宅への行き先表示板が立てられている。
- 岡田の風景
左から3番目（茶色い壁の家の右後方）に金剛寺の鐘楼、その右に横溝正史疎開宅、画面右端に濃茶の祠が見える。
- 艮御崎神社の境内入口の鳥居
扁額に「艮御崎宮」と記されている。
- 川辺本陣跡の石碑
1893年（明治26年）の大洪水で流出した旨が、説明板に記されている。